# Iglesia de San Pedro de Rates

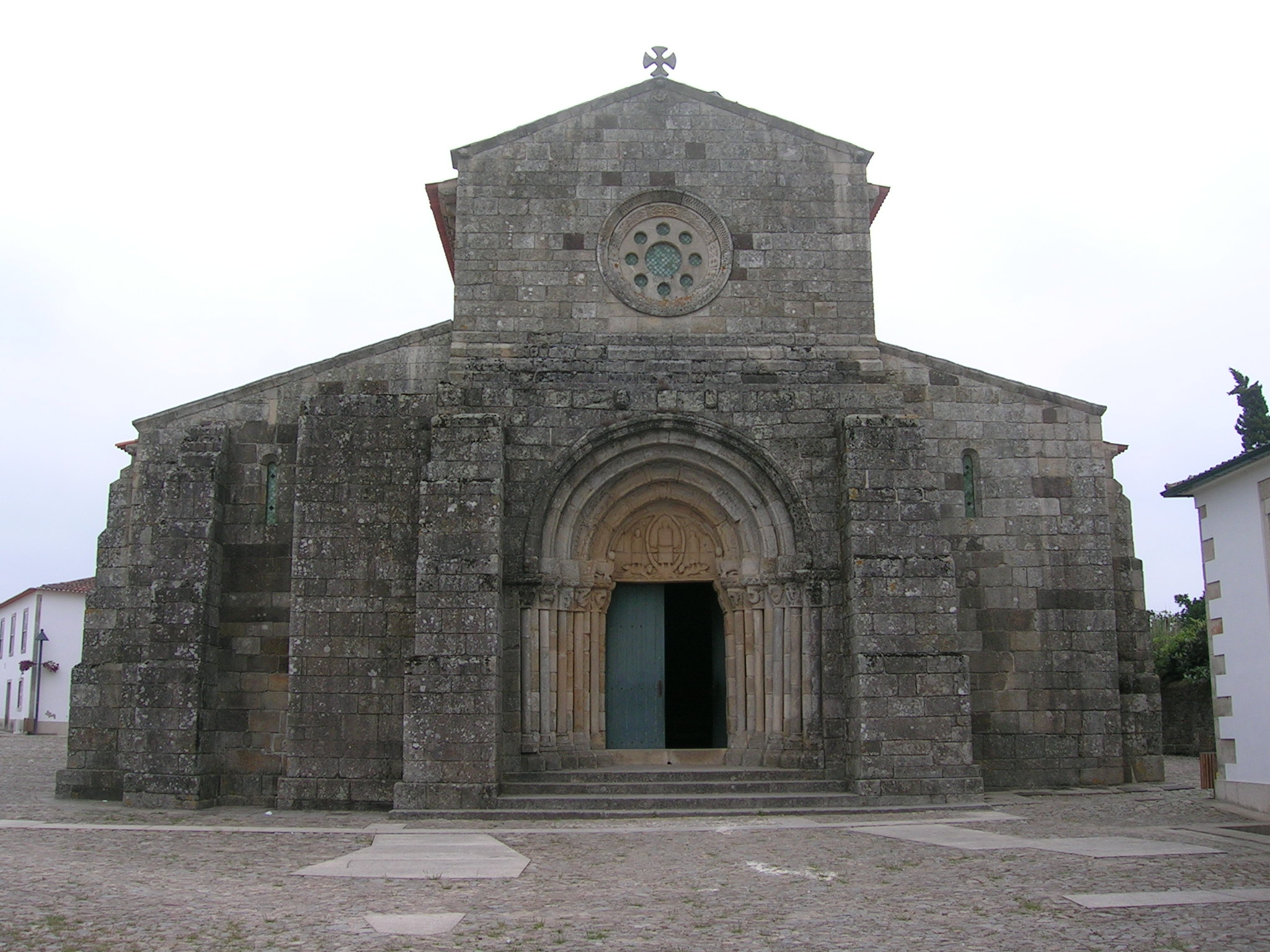
Iglesia de São Pedro de Rates.

La Iglesia de San Pedro de Rates es una iglesia construida en el siglo IX en São Pedro de Rates, en el municipio de Póvoa de Varzim (Portugal). Fue reconstruida por Enrique de Borgoña en 1100, y está clasificada como monumento nacional. Constituye uno de los monumentos románicos medievales más importantes del entonces emergente reino de Portugal, dada la relevancia de las formas arquitectónicas y escultóricas.
La Iglesia de San Pedro de Rates se sitúa junto a la cuenca del río Ave y es uno de los monasterios benedictinos clunicenses más importantes. Su historia está ligada a la leyenda de San Pedro de Rates, mítico primer obispo de Braga, primaz das Espanhas (península ibérica), hipótesis que se remonta al siglo XVI.

## Historia

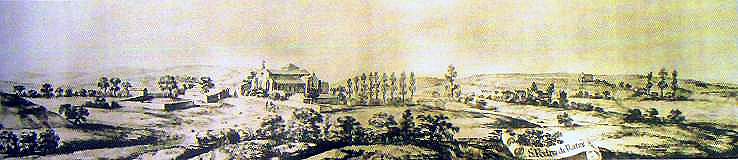
La villa de São Pedro de Rates en 1669 por Pier Maria Baldi, dibujado cuando acompañaba al Príncipe Cosme de Médicis (futuro Cosme III, Gran Duque de la Toscana) en su peregrinación a Santiago de Compostela.

Reconstruida durante el periodo condal, en el siglo XI, quedan de este periodo pocos vestigios, destacando las bases de las columnas junto a la entrada principal y algunos capiteles. El edificio actual es resultado de la refundación clunicense del siglo XIII, que se debió a la donación de Enrique de Borgoña y Teresa de León a la Orden de Cluny.
Hasta 1552, guardaba el cuerpo de San Pedro de Rates, antes de haber sido transferido a Braga. San Pedro de Rates fue un obispo ordenado por Santiago el Mayor y decapitado cuando celebraba una misa. Un eremita llamado Félix dio sepultura al cuerpo mutilado y descompuesto del obispo.

## Caracterización arquitectónica
Es una iglesia de tres naves y cuatro tramos, de falso transepto, que revela varias irregularidades en su estructura - como la diferente anchura de las naves, el ritmo irregular de los pilares o la existencia de columnas adosadas - que reflejan el largo periodo de dudas y vacilaciones constructivas a las que estuvo sujeta. En la restauración fue destruida la que tal vez fuese la primera experiencia de bóveda ojival en Portugal, en el tramo que cubría el portal lateral sur.
Todo el techo de las naves es de madera, siendo la cabecera abovedada. Esta fue la zona más restaurada, destacando en su forma semicircular las arquerías que decoran el exterior de la capilla mayor, más alta que los absidiolos.
El acceso al templo se hace por el imponente portal axial de cinco arquivoltas y arcos de vuelta perfecta, insertado en la fachada ligeramente asimétrica y contrafortada, en el que destaca la decoración escultórica de los capiteles, y sobre todo del tímpano. El conjunto escultórico de este templo es de los más significativos del románico portugués. Vinculada a Cluny a través del monasterio de La Charité-sur-Loire, su programa iconográfico es muy ambicioso.

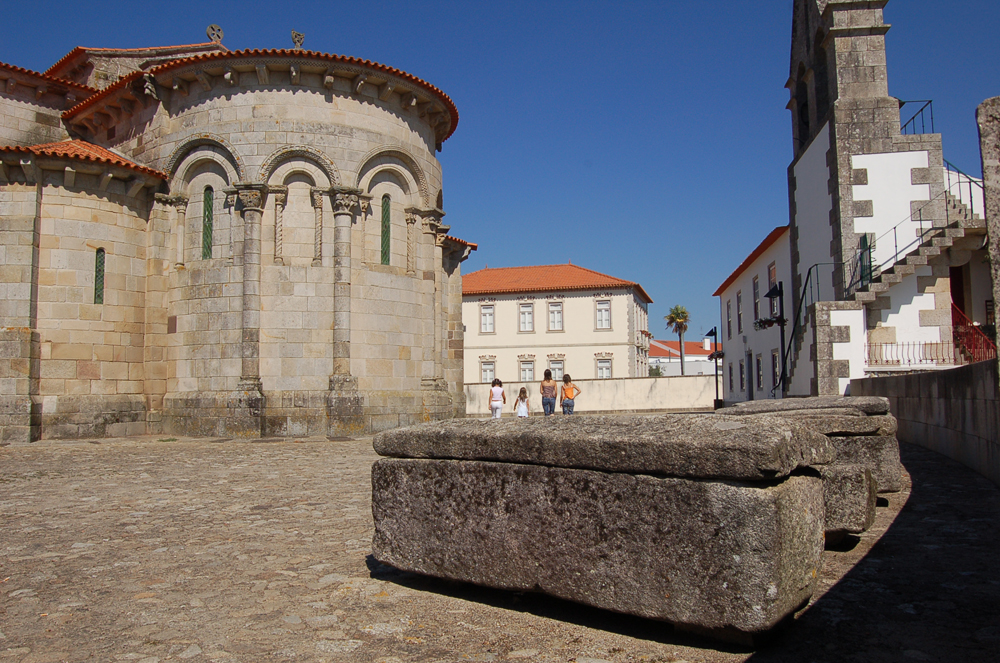
Cabecera de São Pedro de Rates.